# Латеральные вспомогательные дольки
Латеральные вспомогательные дольки (англ. lateral accessory lobes, LAL) — это парные, симметричные относительно срединной плоскости тела, системы синаптических нейропилей в головном мозге или окологлоточном нервном кольце (центральном нервном узле) членистоногих. Они расположены снизу и сбоку от эллипсовидного тельца, спереди и сбоку от луковицы, и образуют в переднем сечении, перпендикулярном длинной оси тела членистоногого, так называемый «латеральный треугольник». Трёхмерная структура латеральных вспомогательных долек напоминает пирамидку.

## Анатомическое расположение
Латеральные вспомогательные дольки расположены позади антенных долек, но впереди вентрального (брюшного) нервного комплекса и центральной нервной оси (нейраксиса), проходящей у членистоногих по брюшной стороне тела, а не по спинной, как у хордовых. Латеральные вспомогательные дольки соединяются между собой комиссурой (спайкой) — пучком нервных волокон (аксонов отдельных нейронов). Эта комиссура называется «комиссурой латеральных вспомогательных долек».

## Синонимы в научной литературе
Латеральные вспомогательные дольки — это то же самое, что и описанные в 2006 году Otsuna и Ito структуры в передне-верхней части VMPR. Кроме того, термин «латеральные вспомогательные дольки» обозначает то же самое, что и выделенная в 2011 году Chiang с соавторами вентральная (ближняя к брюшку) часть нижнего дорсофронтального протоцеребрума (inferior dorsofrontal protocerebrum).

## Физиологические функции
Латеральные вспомогательные дольки участвуют в обработке, фильтрации и интеграции сенсорной информации от различных сенсорных систем и органов чувств членистоногого. Затем они передают эту обработанную и отфильтрованную информацию в более передне расположенные отделы головного мозга или центрального нервного узла членистоногого.

## Гомология LAL членистоногих и таламуса хордовых
В 2013 году было обнаружено, что латеральные вспомогательные дольки мозга членистоногих гомологичны таламусу хордовых животных. Эта гомологичность обнаруживается не только в сходстве анатомического расположения этих структур и в сходстве выполняемых ими физиологических функций, но и в паттернах экспрессии генов в этих структурах, и в сходстве процессов их эмбрионального развития.